# Darling Downs

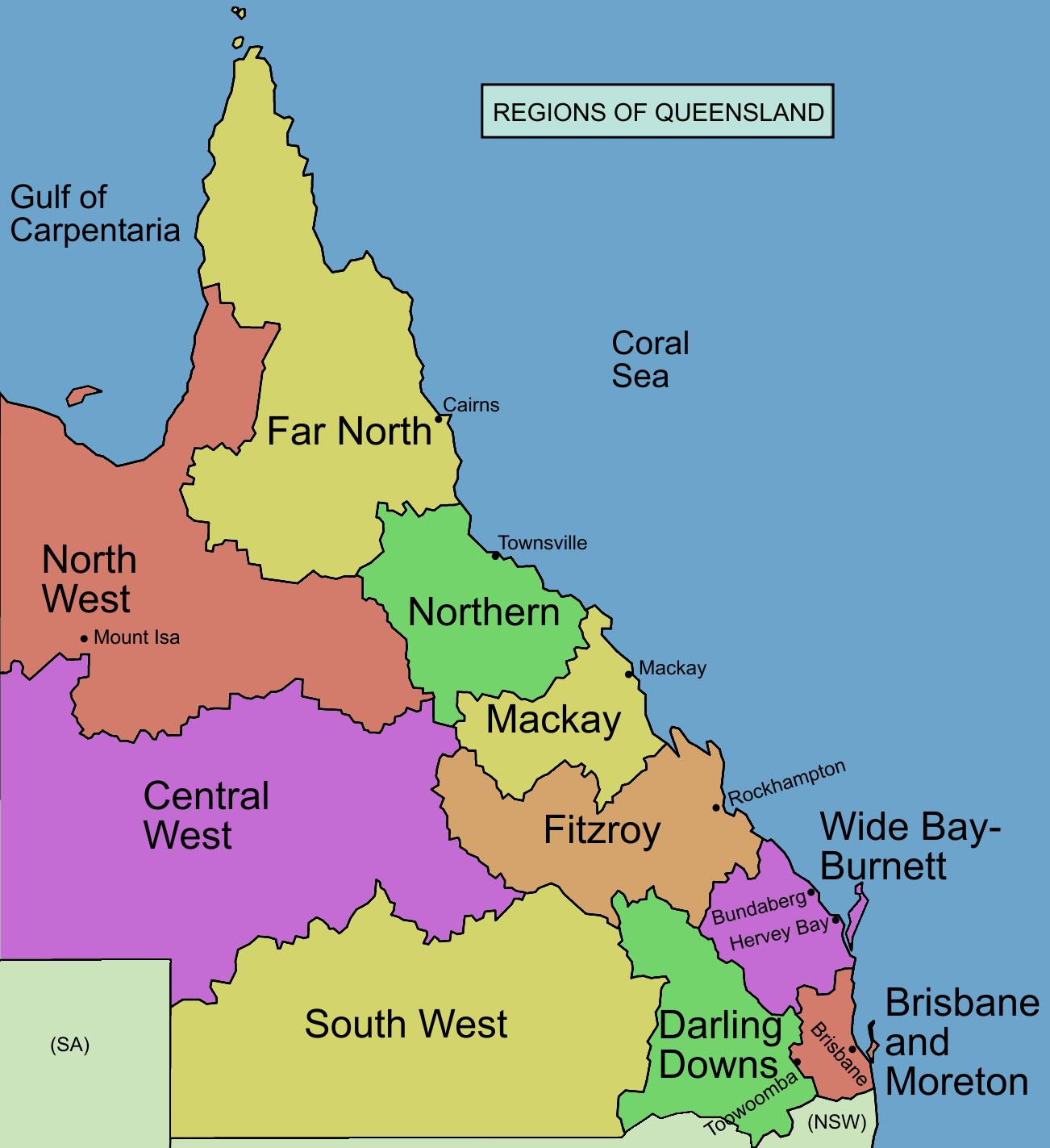
Anciennes régions du Queensland (Darling Downs en bas à droite)

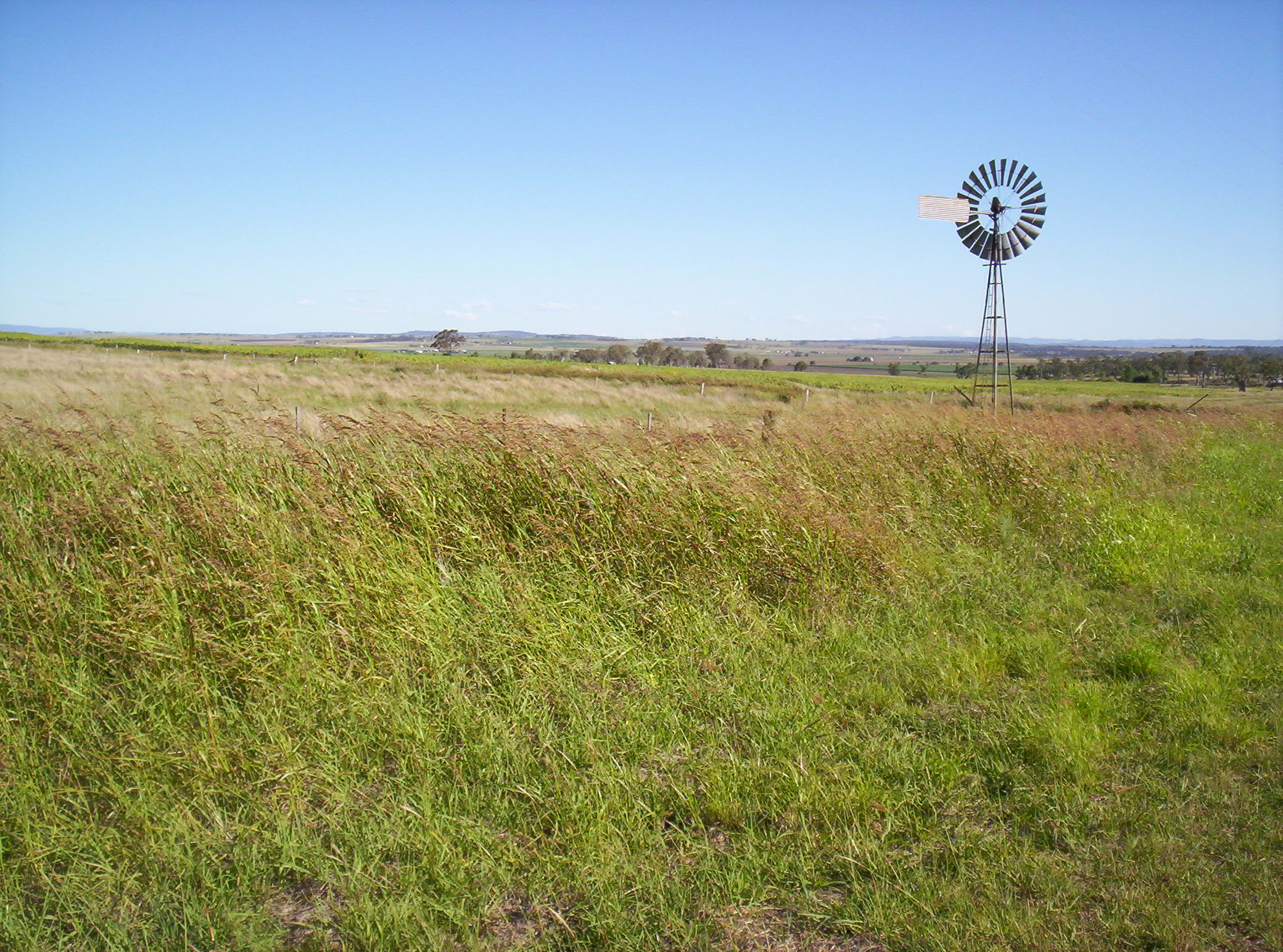
Une éolienne, près d'Allora, et les collines de la région

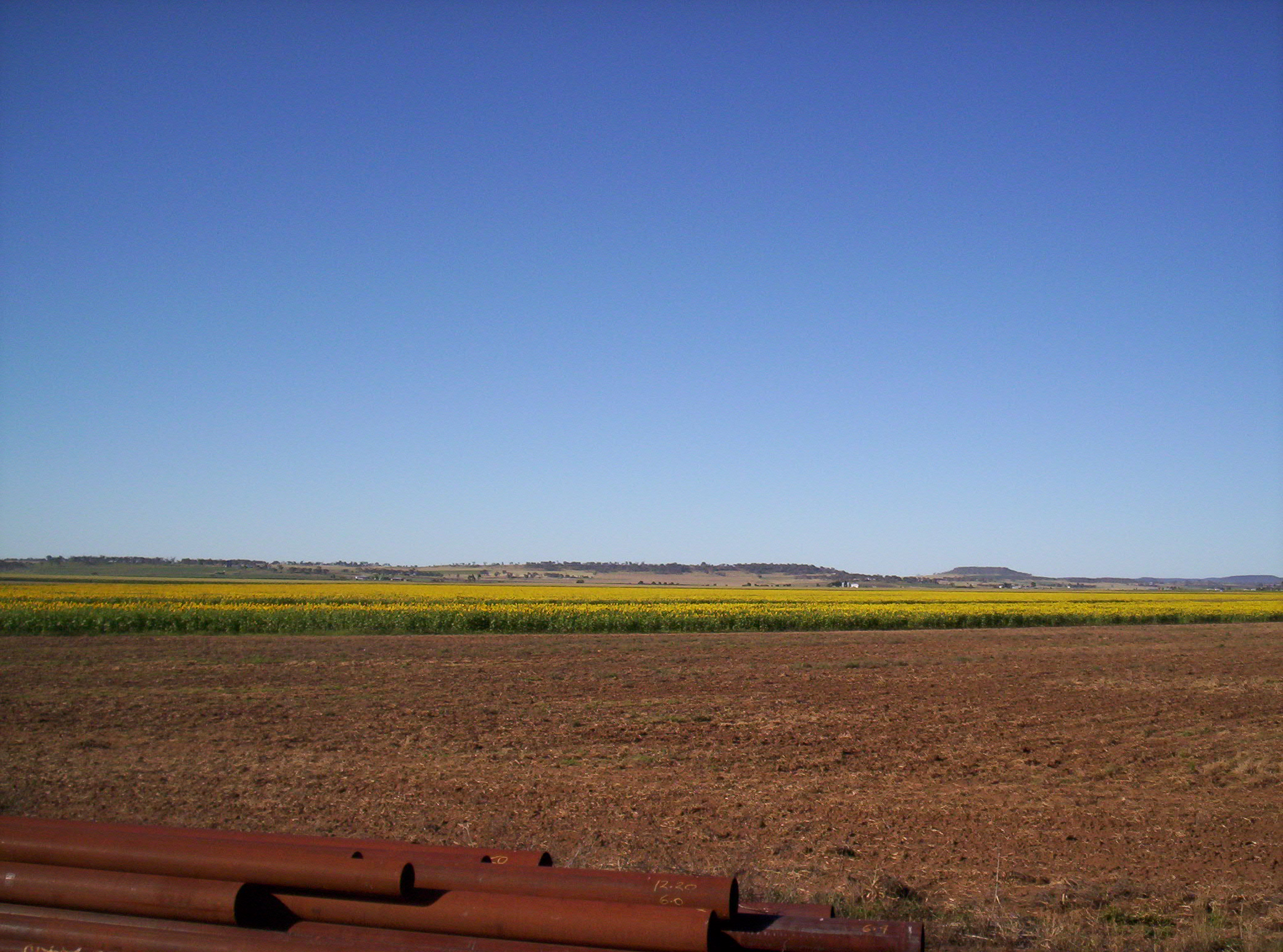
Champ de tournesol dans les Darling Downs

Les Darling Downs (les « collines de Darling » ou « Bas-pays de Darling ») est le nom donné à une région agricole d'Australie située sur le versant ouest de la cordillère australienne, au sud-est de l’État du Queensland.
La région a été dénommée ainsi par l'explorateur Allan Cunningham en l'honneur du gouverneur Ralph Darling.

## Géographie

### Administrations locales
La région des Darling Downs se compose des zones d’administration locale suivantes :
| Nom                       | Siège du Conseil | Année de Fondation | Superficie (km2) | Population | Population | Carte |
| Nom                       | Siège du Conseil | Année de Fondation | Superficie (km2) | (2013),    | (2018),    | Carte |
| ------------------------- | ---------------- | ------------------ | ---------------- | ---------- | ---------- | ----- |
| Région de Goondiwindi     | Goondiwindi      | 2008               | 19 258           | 10 952     | 10 728     |       |
| Région des Southern Downs | Warwick          | 2008               | 7 108            | 35 501     | 35 601     |       |
| Région de Toowoomba       | Toowoomba        | 2008               | 12 957           | 159 916    | 167 657    |       |
| Région des Western Downs  | Dalby            | 2008               | 37 937           | 33 415     | 34 467     |       |

### Paysages
Le paysage est formé principalement de collines moutonnantes couvertes de champs de légumes, de coton, de céréales (blé, orge, sorgho). Entre ces fermes, des routes qui s'entrecroisent, des haies, des rivières qui serpentent et de grandes quantités de troupeaux : bovins pour la viande et le lait, ovins pour la viande et la laine, porcins, et avec tout cela un système d'irrigation avec des éoliennes qui pompent l'eau du grand bassin artésien, des petits avions traitant les champs, de vieilles bergeries en train de rouiller…
La région est située sur les bassins des rivières Condamine et Maranoa.
Au nord de la région se trouvent les Monts Bunya et le Parc national des Monts Bunya. À l'ouest, les collines recouvrent une partie des mines de charbon du Bassin de Surat. Au sud se situent les formations rocheuses de la Granite Belt et les rivières Dumaresq et Macintyre, à l'est, les montagnes de la Scenic Rim où la Condamine River prend sa source.

### Villes
La principale ville de la région est Toowoomba à environ 140 km à l'ouest de Brisbane. Les autres villes de la région sont Dalby, Warwick, Roma, Oakey, Mitchell, Pittsworth, Allora, Clifton, Cecil Plains, Drayton, Millmerran, Nobby et Chinchilla à l'ouest.

## Histoire

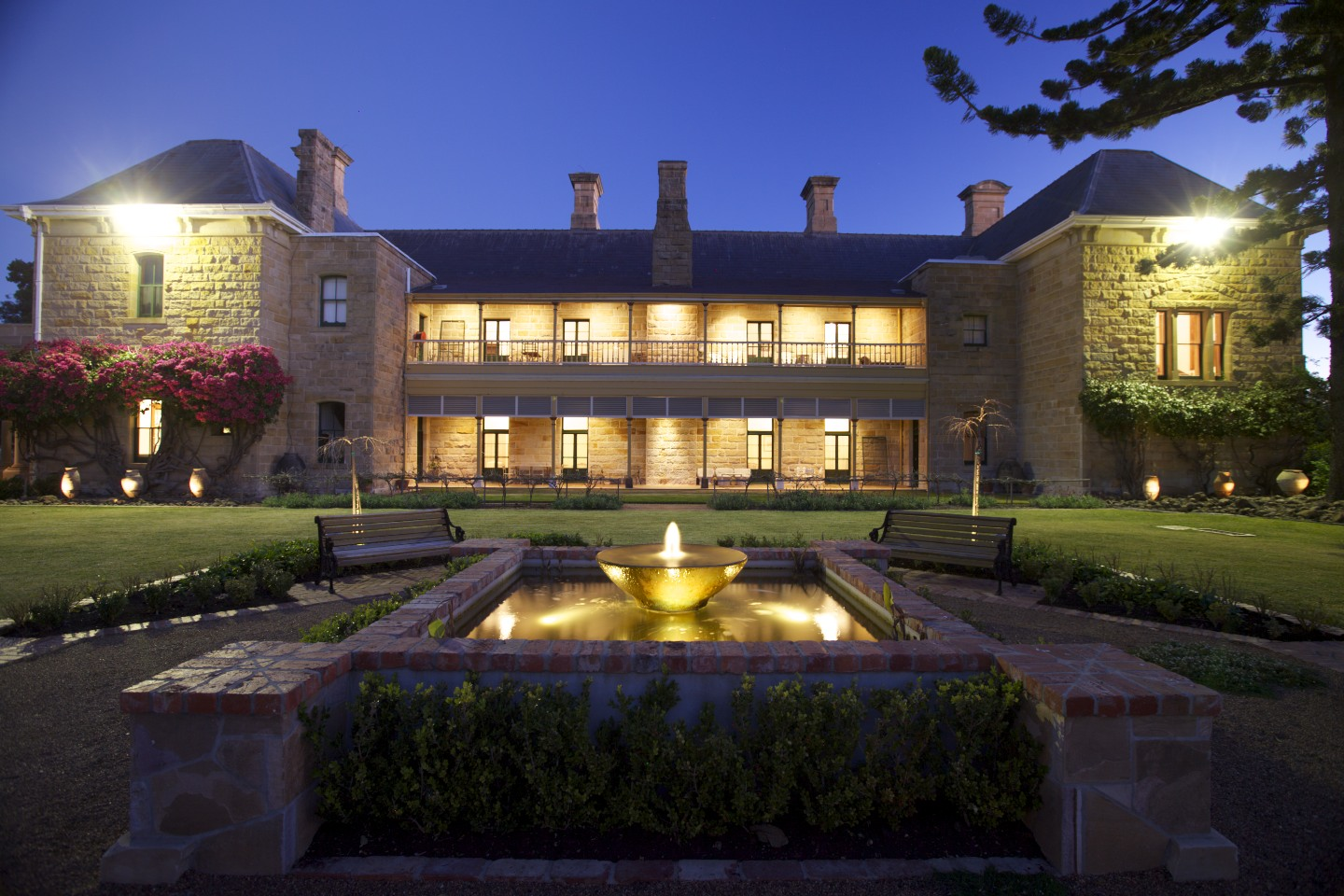
Jimbour House (2011)

Carte des voies pastorales dans les Darling Downs en 1883.

Le baranggum (aussi appelé Barrunggam, Barunggam Parrungoom ou Murrumgama) est une langue aborigène australienne parlée par le peuple Baranggum. L’aire linguistique du baranggum correspond à la zone de gouvernement local des Western Downs, avec notamment Dalby, Tara, Jandowae et Chinchilla à l'ouest.
À l'origine, la région des Darling Downs était recouverte de riches pâturages de poaceaes sur lesquels les indigènes élevaient leur bétail huit mois par an. Les quatre mois suivants, lorsque l’herbe était sèche, les aborigènes effectuaient un brûlage de la prairie pour enrichir le sol. Ces incendies annuels ont valu aux aborigènes locaux le nom de « Goonneeburra » ou « Fire Blacks » ; goonnee voulant dire « feu » et burra voulant dire « peuple ». Les tribus des Downs parlaient un dialecte commun, appelé waccah ce qui explique que toutes les tribus voisines sont appelées Wacca-burra. Les Goonnee-burra étaient autrefois installées là où se trouve Warwick aujourd'hui. Goonnee signifie aussi « ceux qui chassent avec le feu ».
Allan Cunningham a débuté l’exploration de l'ouest de la Baie de Moreton en 1827. Il a traversé l'ouest de la cordillère australienne en partant de la région de l'Hunter et s’est dirigé vers le nord. En juin 1827, Cunningham fit l’ascension du mont Dumaresque. Son point de départ était sur l’emplacement actuel de Clintonvale, près de Maryvale. Dans son journal il décrit la région comme « luxuriante » et « idéale pour la colonisation » . En explorant les environs du mont Dumaresque, il a trouvé un col qui a reçu le nom de « Cunninghams Gap ». L’explorateur retourna à Baie Moreton en 1828 avec Charles Fraser et traça la route des Darling Downs qui passe par le col. En 1844 Ludwig Leichhardt a découvert les traces d'un camp avec des restes d'hommes blancs sur des poutres faîtières et de haches en acier.

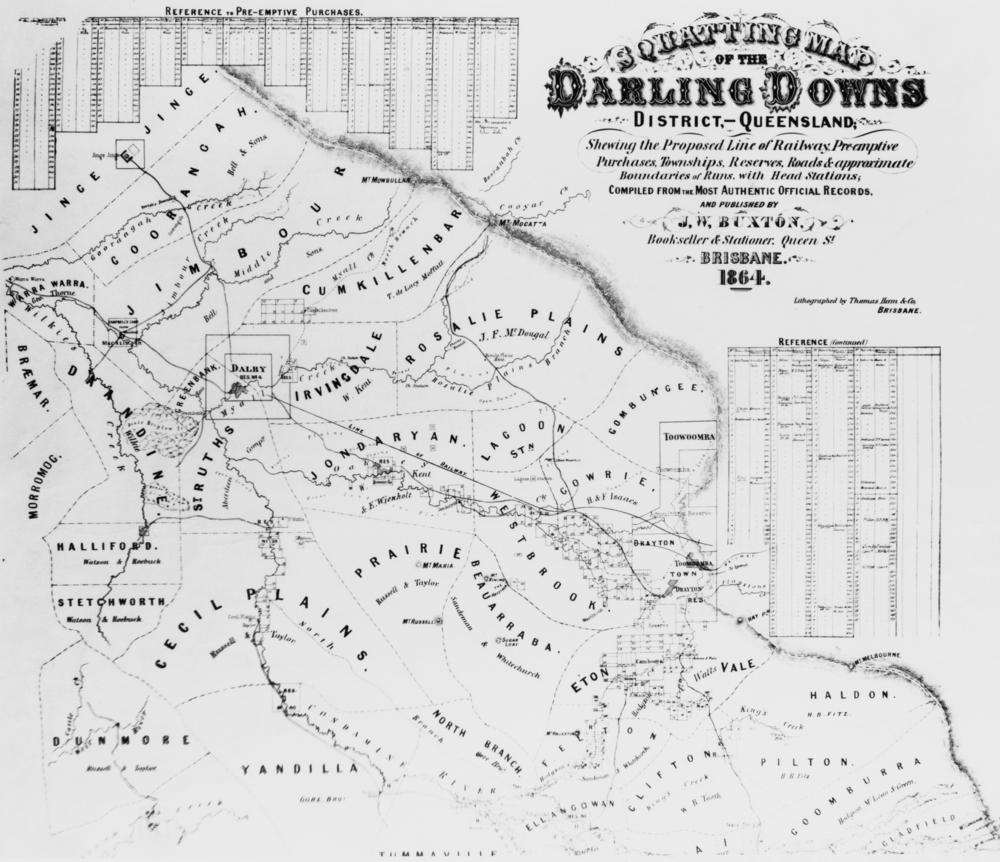
Implantations coloniales dans le district des Darling Downs en 1864

L’existence de ces riches pâturages a été vite connue, ce qui a provoqué l’appropriation sauvage des terres. Les lointaines autorités de la colonie de la Nouvelle-Galles du Sud n’ont pu s’y opposer. Le premier colon à s'installer dans les Darling Downs fut Patrick Leslie en 1840. Il installa un élevage de moutons à Canning Downs sur la rivière Condamine en 1846. Les autres établissements coloniaux des Downs du sud sont Glengallan Homestead, Talgai Homestead, Pringle Cottage et Rosenthal Homestead . L'une des premières stations à être installée fut Jimbour House. Elle devint également le point de départ où Leichhardt a lancé son expédition dans le Territoire du Nord en 1844.
En 1844, on comptait 26 propriétés dont un certain nombre d’élevages de moutons comptant plus de 150 000 têtes. Les aborigènes locaux et les colons européens se sont quo-installés dans la région vers la fin des années 1840 . Darling Downs a été surnommé « le joyau du diadème du squatterdom ».
En 1854, Charles Douglas Eastaughffe s'installa dans la région. L’ouverture de la route du Spicers Gap permit un accès facile à la région dans les années 1850. Plus tard, l'expansion des réseaux ferroviaires de la Queensland Rail et le transport par diligence avec la Cobb and Co ont grandement facilité l'accès au territoire. De l'or a été trouvé dans le district à cette époque, mais c'est l'activité agricole qui a assuré le boom économique qui suivit.
La grève des tondeurs australiens de 1891 a commencé à Jondaryan. Les Darling Downs ont connu une crise de l'eau lorsque la rivière Condamine s'est asséchée pendant la grave sécheresse de 1994-1995.
Au début du XXe siècle l’industrie laitière des Downs avait une grande importance pour le Queensland. Elle a atteint son apogée dans le années 1930 avec 6500 fermes et plus de 200 000 vaches laitières. La Downs Co-operative Dairy Association a développé, construit ou acheté au moins 10 centres de production de beurre et de fromage dans les Darling Downs. L'usine Downs Co-operative Dairy Association Limited à Toowoomba a fermé ses portes en 2006.
En 2010, la population des Darling Downs était estimée à 241 537 habitants.

## Économie

### Industrie
Les deux oléoducs Queensland Gas Pipeline et Roma to Brisbane Pipeline (le premier gazoduc australien), traversent la région d'ouest en est. Il y a deux mines de charbon aux Downs (la mine New Acland et la mine de Cameby Downs) ainsi que plusieurs centrales électriques, notamment les centrales électriques de Millmerran, d'Oakey, de Darling Downs et de Kogan Creek. La centrale de Tarong met en place un grand projet de stockage d’électricité par batteries. Plus de 90 % du territoire des Darling Downs et couvert par des baux d’exploration minière.
Après l'agriculture et les mines, l’industrie est le 3e secteur économique le plus important. L'industrie manufacturière est axée sur les produits alimentaires et les boissons, mais aussi sur la production de machines, de biens d'équipements et de produits métalliques.

### Agriculture

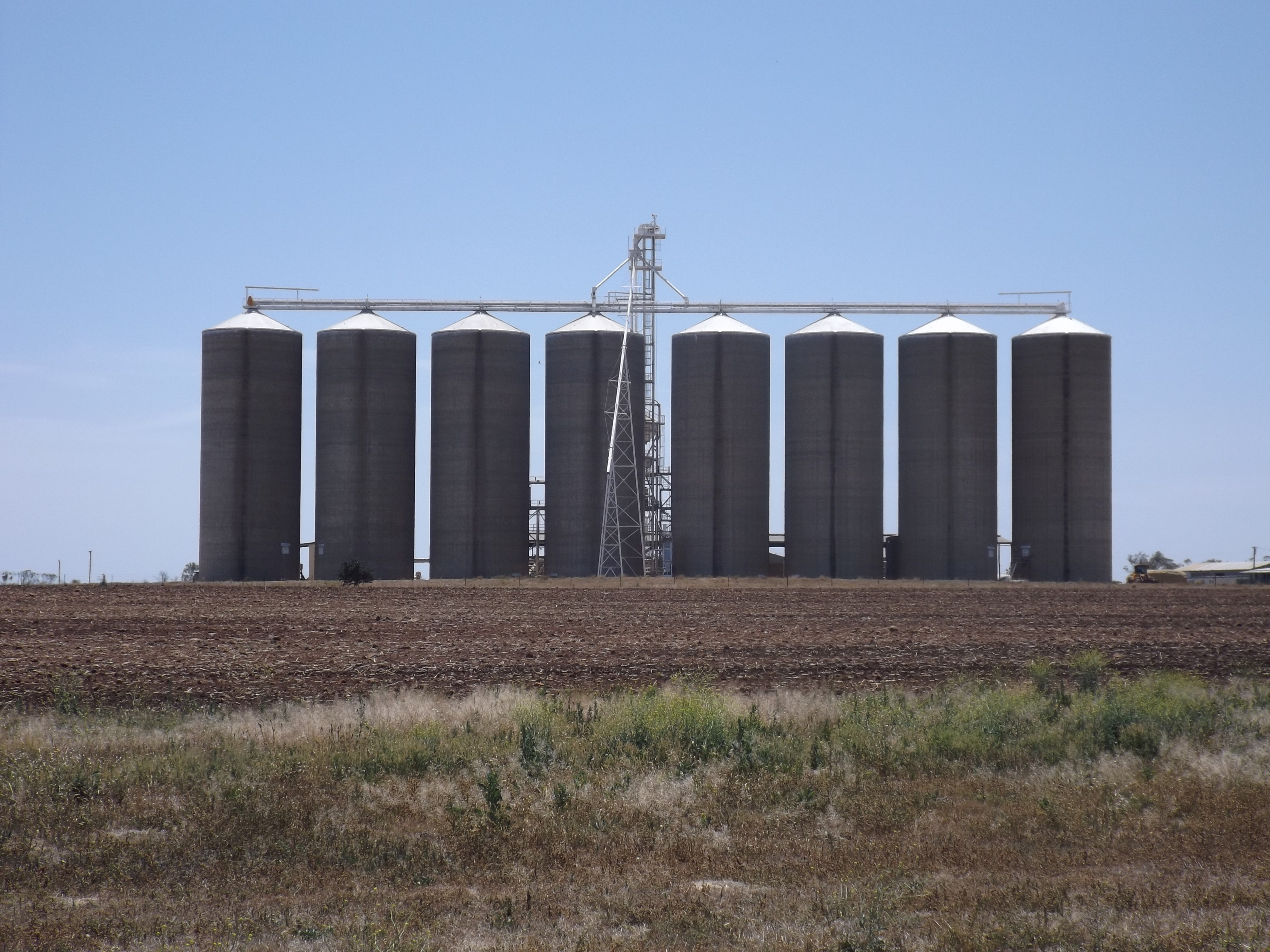
Silos à grains à Purrawunda (2014)

La Barrière à dingos commence dans la ville de Jimbour et traverse le pays jusqu'à la Grande Baie australienne.
La région représente environ un quart de la production agricole du Queensland. L'eau nécessaire à l’irrigation provient principalement de la nappe phréatique. Elle provient également des cours d'eau, des retenues collinaires et des barrages sur les exploitations. Dans les régions de Stanthorpe et Killarney les étés aux températures plus basses permettent aux agriculteurs de cultiver de la laitue, du céleri, des crucifères et des pommes de terre.
Les Darling Downs possèdent la plus grande zone de terrains noirs à grande fertilité d'Australie. Une espèce de graminée, le Panicum coloratum, (également appelée Bambatsi) est bien adaptée aux sols argileux de la région. Les sols des Downs de l'est sont très variés.
Les frères Friedrich Wilhelm et Theodor Ziesemer ont été les pionniers de la culture du blé à grande échelle dans la région.

### Produits carnés
La région abrite la plus grande concentration de parcs d'engraissement d'Australie. 2010 a vu la fermeture de deux abattoirs à Pittsworth et Killarney qui appartenaient à Dudley Leitch. Plusieurs autres usines de la région ont également été fermées à cette époque, ce qui a mis le transformateur de viande restant à Yangan en forte surcharge. À la fin de 2012, le secteur s’est redressé avec l'ouverture d'installations de transformation plus petites à Crows Nest et Inglewood. En 2014, l'abattoir d'Oakey, qui est la quatrième plus grande usine de transformation de viande en Australie, a mis en place un processus d’extraction de biogaz à partir des eaux usées. C'était la toute première utilisation d'une lagune couverte pour traiter les effluents,.

### Viticulture
Dans les environs de Stanthorpe la région de la ceinture de granit compte plus de soixante caves, vignobles ou établissements vinicoles. L'industrie viticole a débuté avec la production de raisins de table puis, dans les années 1960, on a commencé à planter des cépage pour la production de vin. L’altitude de 680 m à plus de 1 200 m de la région des hautes terres lui confèrent un climat très adapté à la production de vins haut de gamme.

## Attraits touristiques

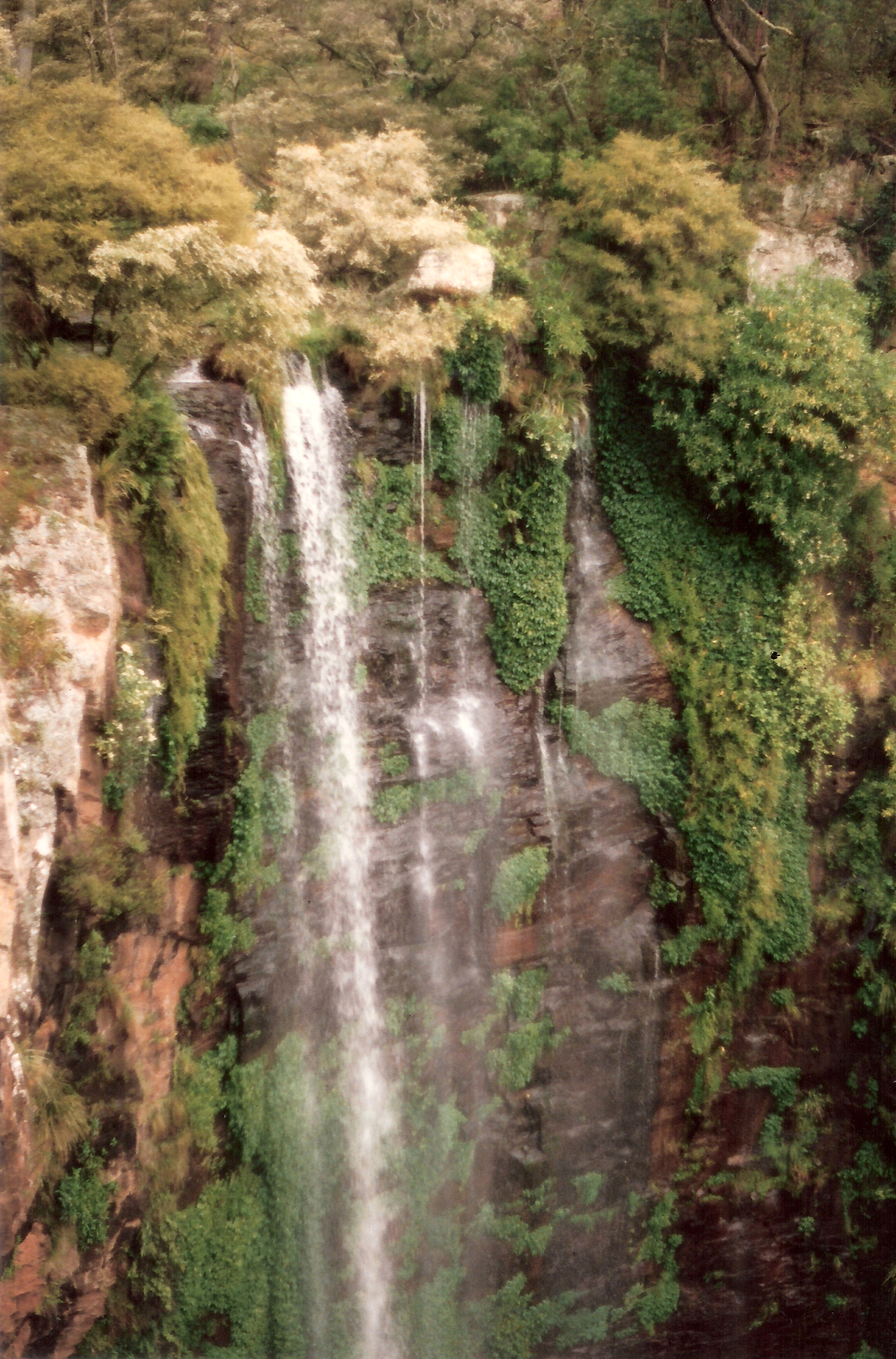
Chutes Qeen Mary

La région présente de nombreux attraits touristiques parmi lesquels la forêt domaniale de Goomburra, le col de Cunninghams Gap, le col de Spicers Gap et les chutes Queen Mary près de Killarney, dans le parc national du Main Range. Le lac Broadwater est le seul lac naturel des hauts plateaux.
Le village de Jandowae s’est rendue célèbre après avoir offert des terrains constructibles à seulement un dollar. Son but était d’inciter de nouvelles familles à s'établir dans la localité qui comptait moins de 1 000 habitants en 2001.
Le musée Cobb & Co expose des véhicules hippomobiles et des objets historiques de la région des Darling Downs. Le Jondaryan Woolshed est un local pour la tonte des moutons classé au patrimoine historique. La région possède également un petit zoo près de Clifton, le Darling Downs Zoo.
On a découvert dans la région de nombreux fossiles d’animaux géants. Ces riches découvertes ont étayé l’hypothèse selon laquelle ce ne sont pas les humains qui sont à l’origine de l'extinction des anciennes espèces de mégafaune. De nombreux fossiles de la région datent du Pléistocène et comprennent des exemplaires de Diprotodon optatum, le plus grand marsupial de tous les temps. En 2021, l'examen d’un morceau de crâne trouvé sur l’un des sites des Darling Downs  a permis de découvrir une nouvelle espèce de crocodile Tomistominae qui s’est révélée être la plus grande espèce de crocodile éteinte jamais découverte en Australie.
Le Darling Downs Golf Association compte 21 clubs de golf affiliés dans la région.

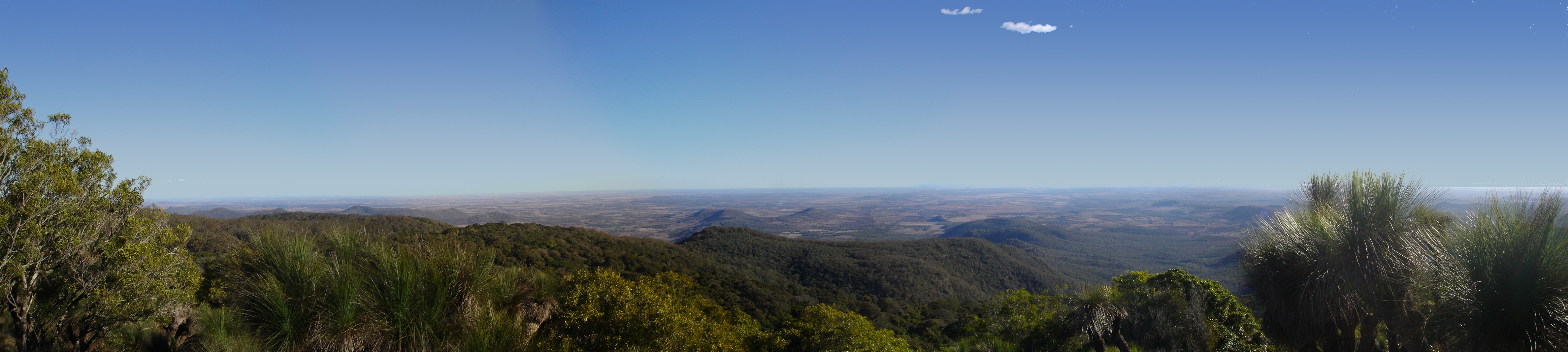
Les Darling Downs vu des Monts Bunya

## Environnement
Avant la colonisation européenne, les Darling Downs étaient une région sauvage à la faune et à la flore riches et variées . Autour de Ma Ma Creek, les riches zones humides marécageuses abritaient de nombreuses espèces animales que l'on ne trouve plus aujourd’hui. La souris sauteuse et la perruche de paradis ont tous deux disparu avec l’introduction de l'élevage bovin.
Au nord d'Oakey, l’extension de la mine New Acland a été retardée par le plus grand procès de l'histoire australienne concernant la protection de l’environnement.
En 2009, dans le cadre des célébrations du 150e anniversaire de la création du Queensland, les Darling Downs ont été proclamés « Icônes Q150 du Queensland » dans la catégorie « site ».